# Aleppo
Aleppo (arabisk: حلب, Halab) er en by i provinsen af samme navn i det nordlige Syrien. Aleppo havde før borgerkrigen  ca. 2.100.000 (2011) indbyggere , men anslås efter borgerkrigen til at have omkring 1.850.000 indbyggere . 
Aleppo og Damaskus konkurrerer om, hvem der er verdens ældste fortsat beboede by. De er blandt de ældste fortsat beboede byer og er nok beboet fra det 6. årtusinde f.Kr.

## Verdensarv lagt i ruiner
Den 24. april 2013, under den syriske borgerkrig blev minareten i Aleppos Umayyad Moské fuldstændigt ødelagt under et angreb som begge parter beskylder den anden for at stå bag. Den 45 meter høje minaret, der blev opført i 1090, var det eneste der var tilbage af den oprindelige moské, der blev grundlagt i 715 af Umayyad Dynastiet. Minareten stod på UNESCOs Verdensarvsliste, og UNESCO bad i november 2012 begge parter om at skåne den.

## Galleri
- I Aleppos gamle bydel ligger Al-Shibani Kirken, der blev opført før Islams indtog i Syrien.
- Al-Shibani Kirkens facade.
- Gården i Umayyad Moskéen før angrebet der ødelagde minareten (tårnet).
- Udskæring af sæbe i Aleppo
- Jdeydeh kvarteret i Aleppo
- Al-Halawiyah Madrassaen i den gamle bydel i Aleppo
- Skt. Elias katedral i Aleppo
- Queiq River i Aleppo, 2011
- Aleppo citadel